# Sofia Westergren
Anna Sofia Westergren, född Fredriksson 28 september 1974 i Ucklums församling i Göteborgs och Bohus län, är en svensk näringslivspersonlighet, och moderat politiker som var riksdagsledamot under mandatperioden 2018–2022.
Westergren valdes vid riksdagsvalet 2018 in för Västra Götalands läns västra valkrets och hade plats nummer 336 i riksdagen. Hon tjänstgjorde som ordinarie riksdagsledamot, utan ordinarie utskottsuppdrag. När riksdagens bilnätverk bildades vintern 2018-2019 valdes Westergren till dess ordförande.
Innan Westergren valdes in i riksdagen var hon kommunpolitiker i Stenungsunds kommun från år 2010. Under 2013–2017 var Westergren kommunalråd tillika kommunstyrelsens ordförande i samma kommun. Westergren har där även tidigare varit partiets gruppledare.
Westergren har sin professionella bakgrund inom åkerinäringen, bland annat som VD för ett familjeföretag inom branschen 2005 till 2013. Detta gör  att hon i sitt riksdagsuppdrag engagerade sig särskilt för frågor kopplade till åkerinäringen och transportbranschen.
Efter att Westergren lämnade sitt riksdagsuppdrag började hon arbeta för Hogia, bland annat som ledamot i dess ägarstiftelse.